# Flore des serres et des jardins de l'Europe

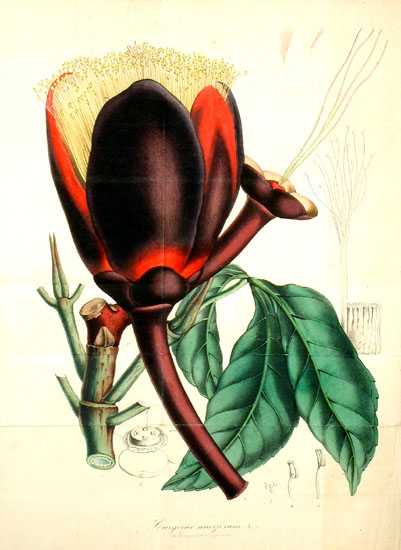
Caryocar nuciferum L.

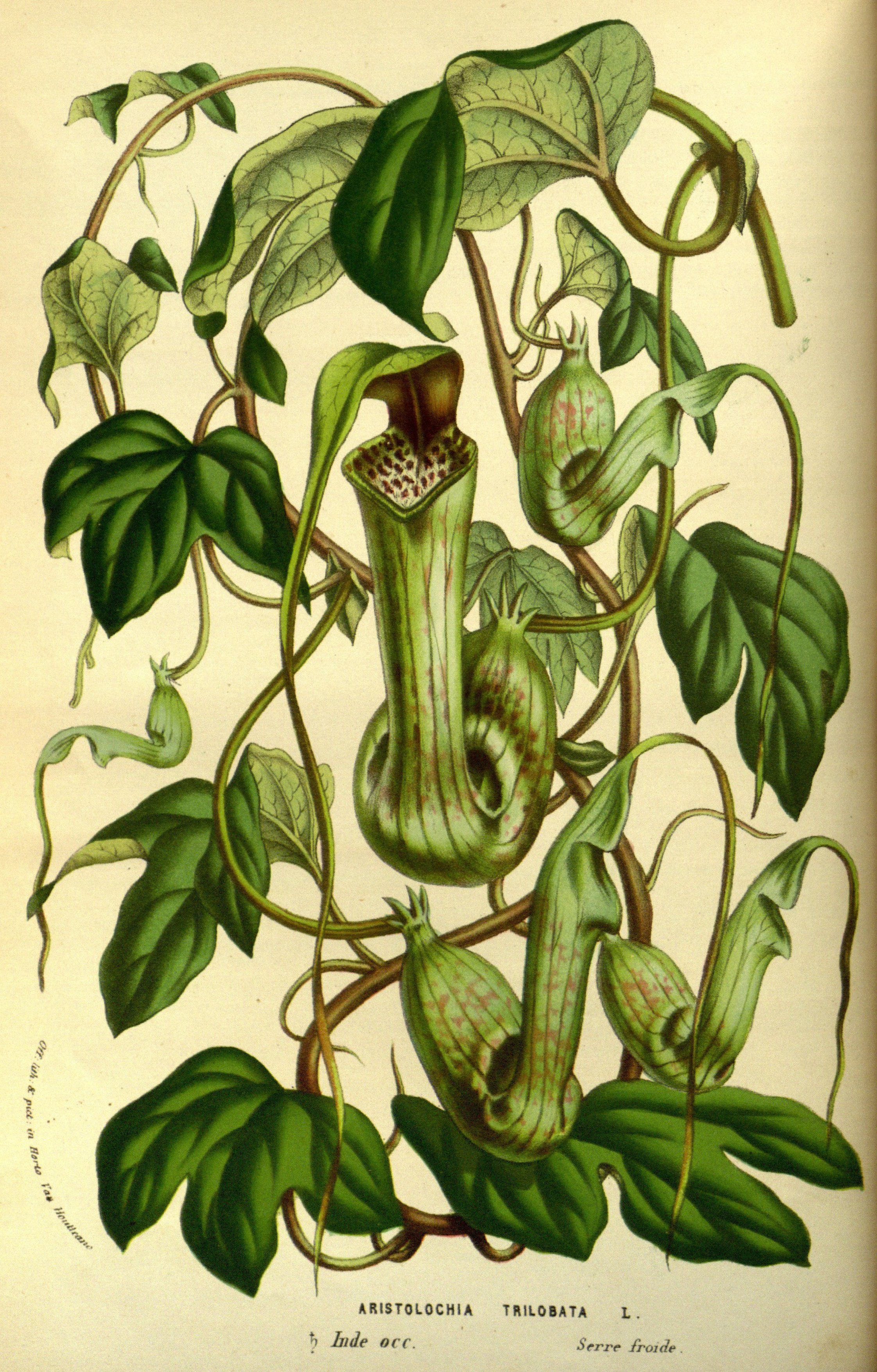
Aristolochia trilobata L.

Flore des serres et des jardins de l'Europe (1845-1888) (abréviation botanique Fl. Serres Jard. Eur.) est une revue d'horticulture paraissant à Gand en Belgique qui était considérée comme l'une des plus raffinées d'Europe au XIXe siècle. Elle était sous-titrée par la mention ou descriptions et figures des plantes les plus rares et les plus méritantes, nouvellement introduites sur le continent ou en Angleterre…. Elle a publié vingt-trois volumes avec plus de deux mille planches en couleur et des textes en français, allemand et anglais. Elle a été fondée par Louis Van Houtte avec la collaboration de Charles Lemaire  et de Michael Scheidweiler. Ses gravures et ses lithographies étaient terminées à la main au lavis et décrivaient les curiosités botaniques et les plantes rares du monde entier.
L'impression en couleur atteignait un niveau remarquable grâce notamment aux lithographes belges Severeyns, Stroobant, et De Pannemaker. Louis-Constantin Stroobant (1814-1872), a également imprimé nombre d'illustrations pour les premiers dix volumes. La plupart des plantes illustrées et décrites dans Flore des serres étaient disponibles à la vente aux pépinières van Houtte, ce qui faisait aussi de cette revue un luxueux catalogue.
Les collaborateurs de la revue étaient des graveurs expérimentés dans le domaine de la botanique et des horticulteurs réputés qui mariaient leurs connaissances et leurs dons pour faire de cette revue un véritable écrin de plantes exotiques nouvelles ou familières. Lemaire y collabora après avoir gravé Les Liliacés et Les Roses de Redouté. Louis van Houtte, qui était propriétaire des pépinières les plus réputées du continent, envoyait des collecteurs rapporter des orchidées inconnues de l'autre bout du monde qu'il cultivait ensuite à Gand dans son entreprise et faisait paraître dans sa revue.

## Source
- (en) Cet article est partiellement ou en totalité issu de l’article de Wikipédia en anglais intitulé « Flore des Serres et des Jardins de l'Europe » (voir la liste des auteurs).